# Ejgdesjön
Ejgdesjön är en sjö i Tanums kommun i Bohuslän och ingår i Strömsåns huvudavrinningsområde. Sjön är 26 meter djup, har en yta på 0,844 kvadratkilometer och är belägen 143,3 meter över havet. Sjön avvattnas av vattendraget Strömsån. Vid provfiske har abborre och öring fångats i sjön.

## Delavrinningsområde
Ejgdesjön ingår i det delavrinningsområde (653773-124934) som SMHI kallar för Utloppet av Sör-Vammsjön. Medelhöjden är 156 meter över havet och ytan är 8,68 kvadratkilometer. Det finns inga avrinningsområden uppströms utan avrinningsområdet är högsta punkten. Avrinningsområdets utflöde Strömsån mynnar i havet. Avrinningsområdet består mestadels av skog (70 procent). Avrinningsområdet har 1,7 kvadratkilometer vattenytor vilket ger det en sjöprocent på 19,6 procent.